# 毒薬仁太郎
毒薬 仁太郎（どくぐすり じんたろう）又は毒薬 仁（どくぐすり じん）は、ジョージ秋山の漫画に登場する架空の人物。複数の作品に登場し、いずれも男性主人公のライバル役となる、名脇役である。

## 概要
目つきも人相も悪いヤクザ（ただし作品ごとに肩書きが違う）。自分の事を「オリ（俺）」、新宿を「スンズク」と発音する訛りと、「オリはよう、○○なんだよう」という独特の口調が強烈な印象を残すキャラクターである。
登場作品によって名前や細かい設定は多少異なるが、自分の容貌・出自・学歴に対する強烈なコンプレックスの塊で、女にも平気で手を上げる凶暴性がありながら、意外に人情家でセンチメンタルな一面も持ち合わせるという性格は、ほぼ共通している。
「くどき屋ジョー」のTVドラマ版（1989年）では島田紳助が、Vシネマ版（東映ビデオ、1994年）では伊集院光が毒薬の役を演じている。

## 登場する作品
- スンズクの帝王オリは毒薬（毒薬を主人公とした作品）‐『スンズクの帝王オリは毒薬 ジョージ秋山捨てがたき選集 第3巻』（青林工藝舎、2009年11月刊、ISBN 978-4883793044）所収
- くどき屋ジョー
- 恋子の毎日
- 銭ゲバ
- 博愛の人
- 極道の娘
- マンガ中国入門 やっかいな隣人の研究（飛鳥新社、2005年8月刊、ISBN 978-4870316829）